# Tettau (Oberfranken)

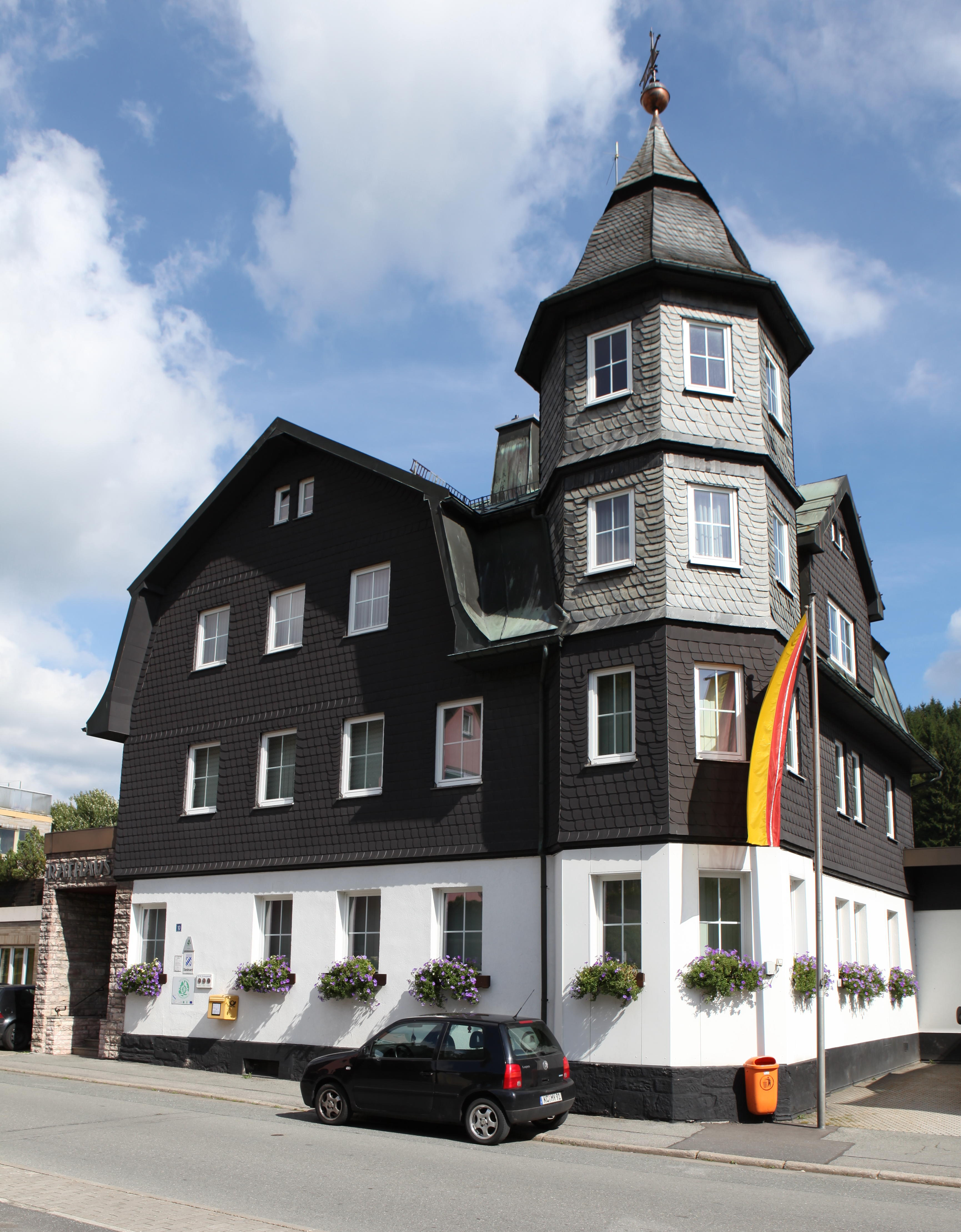
Rathaus

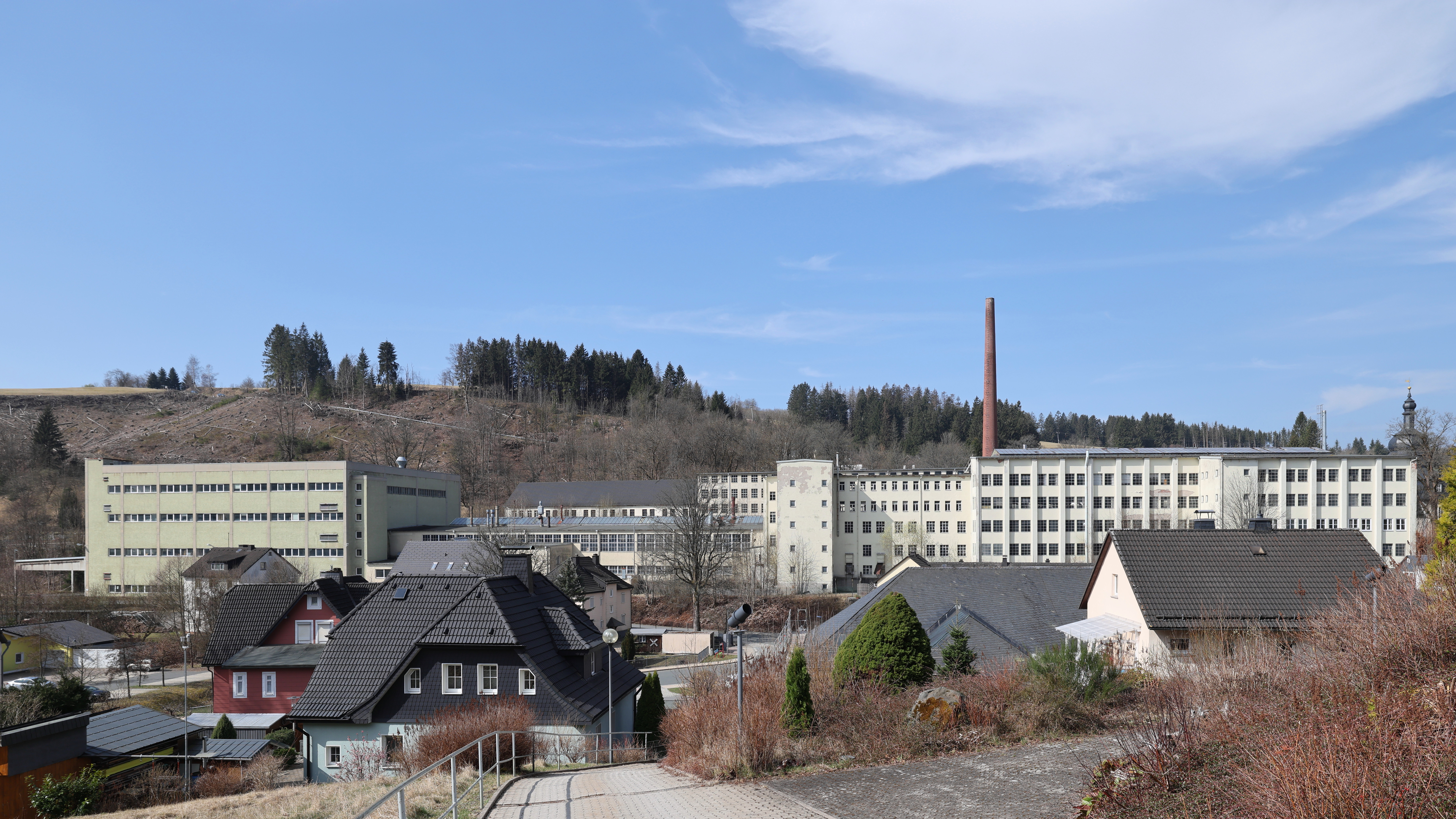
Tettau mit der Königlich privilegierten Porzellanfabrik

Tettau ist ein Markt im oberfränkischen Landkreis Kronach in Bayern.

## Geografie

### Geografische Lage
Die Gemeinde liegt im nördlichen Teil des Naturparkes Frankenwald am Fuß des Rennsteiges und an der Bayerischen Porzellanstraße.

### Nachbargemeinden
Gräfenthal im Landkreis Saalfeld-Rudolstadt, Ludwigsstadt, Steinbach am Wald und Pressig im Landkreis Kronach, Föritztal und Sonneberg im Landkreis Sonneberg.

### Gemeindegliederung
Es gibt acht Gemeindeteile (in Klammern ist der Siedlungstyp angegeben):
- Alexanderhütte (Dorf)
- Kleintettau (Pfarrdorf)
- Langenau (Pfarrdorf)
- Sattelgrund (Dorf)
- Sattelgrund (Weiler)
- Schauberg (Kirchdorf)
- Tettau (Hauptort)
- Wildberg (Einöde)

Das ehemalige Dorf Tettaugrund ist mittlerweile im Gemeindeteil Tettau aufgegangen.

## Geschichte
Der Ort wurde 1269 als „Theten“ erstmals urkundlich erwähnt. Der Ortsname leitet sich von einem Gewässernamen ab, der 1194 als „Taetin“ erstmals erwähnt wurde. 1670 wurde der Ort erstmals in der heutigen Form erwähnt.
Der fränkische Reichsritter und Herr auf Lauenstein, Christoph von Thüna, ließ im 16. Jahrhundert in Tettau einige Herdstätten, ein Vorwerk, eine Schneidemühle, eine Schenke und ein Jagdschloss errichten. Tettau gehörte zur Herrschaft Lauenstein. 1622 verkaufte die Familie Thüna Burg und Herrschaft Lauenstein an Markgraf Christian von Brandenburg-Bayreuth. Die evangelische Kirche Ad Portam Coeli wurde 1646 eingeweiht. Sie ersetzte eine Fachwerkkirche von 1602.
Gegen Ende des 18. Jahrhunderts gab es in Tettau 39 Anwesen (1 Dreiviertelgut, 3 Halbgüter, 1 Hintersattel, 1 Gütlein, 3 Halbgütlein, 5 Viertelgütlein, 3 Wirtshäuser, 19 Tropfhäuser, 1 Mahlmühle, 1 Schneidmühle, 1 Schmiede). Das Hochgericht übte das bayreuthische Amt Lauenstein aus. Die Dorf- und Gemeindeherrschaft sowie die Grundherrschaft über alle Anwesen hatte das Kastenamt Lauenstein inne. Neben den Anwesen gab es noch 1 Forsthaus, 1 Kirche und 1 Schulhaus.
1792 fiel das Markgraftum Bayreuth mit dem Amt Lauenstein an das Königreich Preußen, bevor es durch einen Grenz- und Landestauschvertrag vom 30. Juni 1803 in den Besitz des Kurfürstentums Bayern, später Königreich Bayern, überging. 1794 wurde die Königlich privilegierte Porzellanfabrik Tettau gegründet.
Von 1797 bis 1808 unterstand der Ort dem Justiz- und Kammeramt Lauenstein. Mit dem Gemeindeedikt wurde Tettau dem 1808 gebildeten Steuerdistrikt Langenau zugewiesen. Mit dem Zweiten Gemeindeedikt entstand 1818 die Ruralgemeinde Tettau, zu der Alexanderhütte, Sattelgrund, Tettaugrund und Wildberg gehörten. Sie war in Verwaltung und Gerichtsbarkeit dem Landgericht Lauenstein zugeordnet (1837 in Landgericht Ludwigsstadt umbenannt) und in der Finanzverwaltung dem Rentamt Lauenstein. 1815 wurde Tettau dem Rentamt Rothenkirchen zugewiesen (1919 in Finanzamt Rothenkirchen umbenannt). Von 1862 bis 1880 und von 1888 bis 1931 gehörte Tettau zum Bezirksamt Teuschnitz, von 1880 bis 1888 und ab 1931 zum Bezirksamt Kronach, 1939 in Landkreis Kronach umbenannt. Die Gerichtsbarkeit blieb bis 1879 beim Landgericht Tettau, ab 1880 war das Amtsgericht Ludwigsstadt zuständig, das 1956 eine Zweigstelle des Amtsgerichts Kronach wurde. Die Finanzverwaltung wurde 1929 vom Finanzamt Kronach übernommen. Die Gemeinde hatte 1885 eine Fläche von 7,662 km², die sich vor 1904 auf 3,172 km², vor 1952 auf 3,099 km² und vor 1964 auf 2,937 km² verringerte.
Mit der im Jahr 1903 in Betrieb genommenen Bahnstrecke Pressig-Rothenkirchen–Tettau war der Ort an das Eisenbahnnetz angeschlossen. Im Jahr 1904 wurde nach einem Lohnstreik unter anderem durch ehemalige Arbeiter der Tettauer Porzellanfabrik eine neue Porzellanfabrik errichtet, die ab 1937 den Namen „Neue Porzellanfabrik Gerold“ trug, im Jahr 1970 maximal 260 Beschäftigte hatte und bis in die 1990er Jahre existierte.

### Eingemeindungen
Im Zuge der Grenzbereinigung zwischen der Deutschen Demokratischen Republik und der Bundesrepublik wurden im Jahr 1976 (wahrscheinlich im März) drei Höfe, die zu Kleinlichtenhain gehörten, nach Kleintettau umgegliedert.
Am 1. Mai 1978 wurden im Zuge der Gebietsreform in Bayern die Gemeinden Kleintettau und Langenau eingegliedert.

### Einwohnerentwicklung
Im Zeitraum 1988 bis 2018 sank die Einwohnerzahl von 2812 auf 2061 bzw. um 26,7 %. Am 31. Dezember 1992 hatte Tettau 2970 Einwohner.
Gemeinde Tettau
| Jahr | Einwohner | Häuser | Quelle |
| ---- | --------- | ------ | ------ |
| 1840 | 555       |        | [ 20 ] |
| 1852 | 576       |        | [ 20 ] |
| 1855 | 549       |        | [ 20 ] |
| 1861 | 585       |        | [ 21 ] |
| 1867 | 664       |        | [ 22 ] |
| 1871 | 736       | 84     | [ 23 ] |
| 1875 | 711       |        | [ 24 ] |
| 1880 | 719       |        | [ 25 ] |
| 1885 | 739       | 92     | [ 10 ] |
| 1890 | 768       | 92     | [ 26 ] |
| 1895 | 704       |        | [ 20 ] |
| 1900 | 855       | 100    | [ 11 ] |
| 1905 | 1003      |        | [ 20 ] |
| 1910 | 1108      |        | [ 27 ] |

| Jahr | Einwohner | Häuser | Quelle |
| ---- | --------- | ------ | ------ |
| 1919 | 1152      |        | [ 20 ] |
| 1925 | 1245      | 147    | [ 28 ] |
| 1933 | 1375      |        | [ 29 ] |
| 1939 | 1392      |        | [ 29 ] |
| 1946 | 1811      |        | [ 29 ] |
| 1950 | 2010      | 238    | [ 12 ] |
| 1952 | 2070      |        | [ 29 ] |
| 1961 | 2139      | 343    | [ 13 ] |
| 1970 | 1983      |        | [ 30 ] |
| 1987 | 2880      | 747    | [ 31 ] |
| 2008 | 2367      |        | [ 32 ] |
| 2015 | 2117      | 739    | [ 32 ] |
| 2018 | 2061      | 740    | [ 33 ] |

Ort Tettau
| Jahr      | 001802 | 001818 | 001861 | 001871 | 001885 | 001900 | 001925 | 001950 | 001961 | 001970 | 001987 |
| Einwohner | 278    | 296 *  | 389    | 512    | 512    | 575    | 837    | 1499   | 1627   | 1542   | 1213   |
| Häuser    | 49     | 41 *   |        |        | 58     | 66     | 101    | 176    | 268    |        | 320    |
| Quelle    | [ 34 ] | [ 9 ]  | [ 21 ] | [ 23 ] | [ 10 ] | [ 11 ] | [ 28 ] | [ 12 ] | [ 13 ] | [ 30 ] | [ 31 ] |

## Politik

### Marktgemeinderat
Die Gemeinderatswahlen seit 2008 ergaben folgende Stimmenanteile und Sitzverteilungen:
| Partei/Liste                        | 2020  | 2020  | 2014  | 2014  | 2008  | 2008  |
| ----------------------------------- | ----- | ----- | ----- | ----- | ----- | ----- |
| Partei/Liste                        | %     | Sitze | %     | Sitze | %     | Sitze |
| SPD/Zukunft Markt Tettau            | 47,94 | 7     | –     | –     | –     | –     |
| Freie Wähler/CSU/Bündnis für Tettau | 52,06 | 7     | 54,62 | 8     | –     | –     |
| SPD                                 | –     | –     | 45,38 | 6     | 53,37 | 8     |
| CSU                                 | –     | –     | –     | –     | 24,49 | 3     |
| Freie Wähler                        | –     | –     | –     | –     | 22,14 | 3     |
| Gesamt                              | 100   | 14    | 100   | 14    | 100   | 14    |

### Bürgermeister
Erster Bürgermeister ist seit 2013 Peter Ebertsch (Bündnis für Tettau). Dessen Vorgänger war Hans Kaufmann (SPD).

### Wappen und Flagge
Die Gemeinde Tettau führt seit 1979 ein Wappen.
Wappen
| Wappen der Gemeinde Tettau | Blasonierung: „Über von Silber und Schwarz geviertem Schildfuß gespalten von Rot und Silber; vorne eine silberne Henkelvase, hinten drei im Dreipass gestellte rote Schlüssel.“ |
| Wappen der Gemeinde Tettau | Wappenbegründung: Im Gemeindewappen sind Elemente aus den Wappen der drei ehemals selbstständigen Gemeinden Kleintettau, Langenau und Tettau vereint. Die im Dreipass gestellten roten Schlüssel sind aus dem Wappen der Herren von Heimburg entnommen und waren im Wappen von Langenau enthalten. Jakob Heimburg erwarb mit Philipp von Seldeneck die Herrschaft Lauenstein, zu der Langenau gehörte. Der von Silber und Schwarz gevierte Schildfuß ist dem Wappen von Kleintettau entnommen und weist auf die Markgrafen von Brandenburg-Bayreuth, denen seit 1622 die Herrschaft Lauenstein gehörte. Die Henkelvase weist auf die für das Gemeindegebiet wichtige Porzellanindustrie und Glasherstellung. Die Farben Rot und Silber sind aus dem Wappen der Herren von Thünau und erinnern an die einstigen Burgherren von Lauenstein von 1506 bis 1622. |

Flagge
Die Gemeindeflagge ist rot-weiß.

## Kultur und Sehenswürdigkeiten

### Kirchen

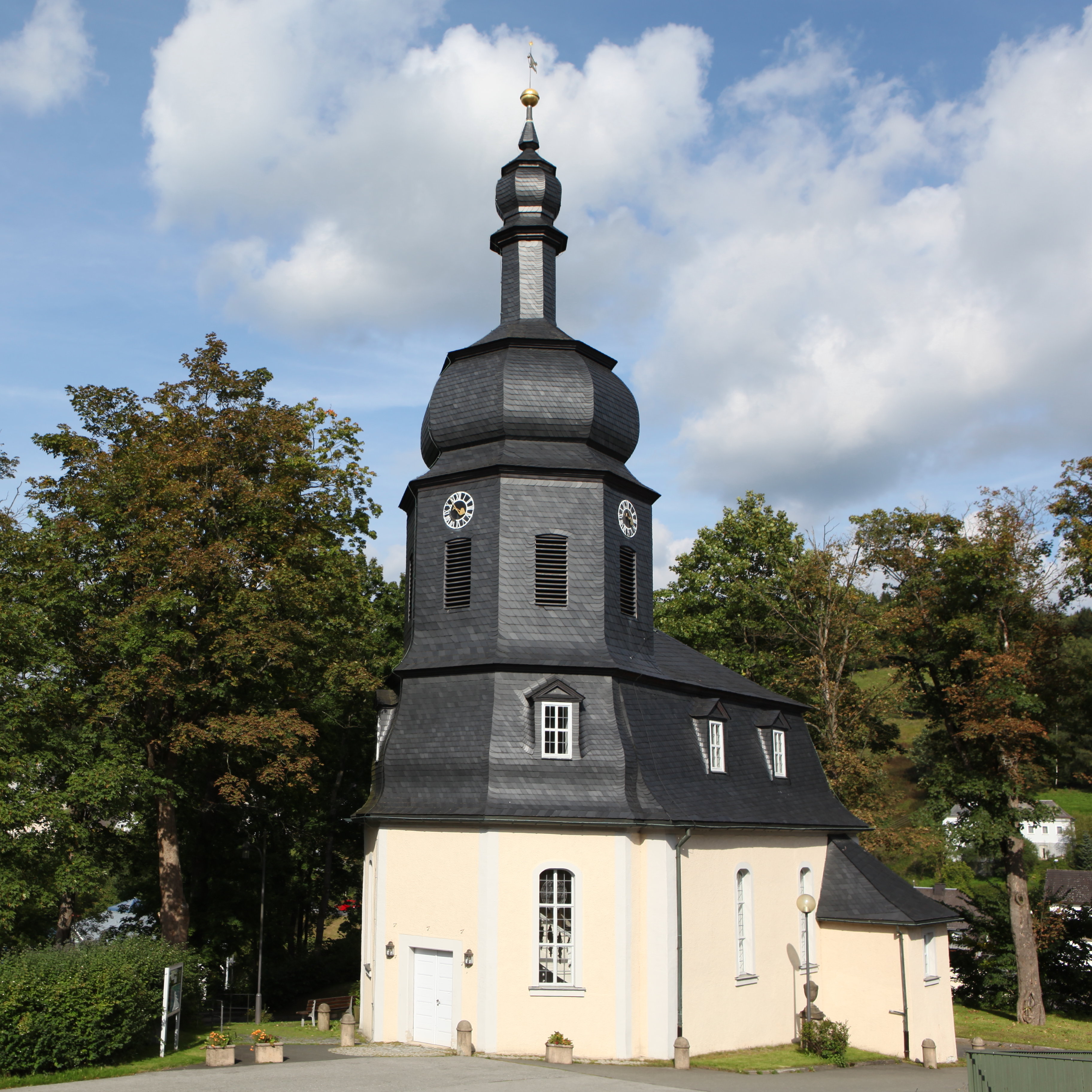
Evangelische Pfarrkirche Ad Portam Coeli in Tettau

- St. Christophorus (Langenau)
- Ad Portam Coeli (Tettau)
- Auferstehungskirche (Kleintettau)
- Christkönig (Tettau)
- Gnadenkirche (Schauberg)

### Regelmäßige Veranstaltungen
- Kirchweih (Kerwa) in Langenau am dritten Wochenende im Oktober
- Kirchweih (Kirmes) am zweiten Wochenende im Oktober
- Kirchweih (Kirmes) in Kleintettau am vierten Wochenende im August
- Schützenfest am ersten Wochenende im Juli

### Europäisches Flakonglasmuseum
Die Idee, in Kleintettau ein Glasmuseum zu errichten, kam bereits Anfang der 1980er Jahre auf. Allerdings erwies sich die Realisierung durch den abgelegenen Standort an der innerdeutschen Grenze als relativ schwierig. Durch die Initiative des Fördervereins Glasbewahrer am Rennsteig e. V. erhielt der Gedanke neue Dynamik. Der Verein stellt mit dem Europäischen Flakonglasmuseum, das im Dezember 2008 eröffnet wurde, die Geschichte der fast 350-jährigen Glasmachertradition im Frankenwald dar. Die Entwicklung des Glasflakons von den antiken Anfängen bis zur Moderne wird ebenso erforscht und vermittelt wie die allgemeine Parfüm- und Kosmetikkultur Europas. Mit seinen Spezialsammlungen präsentiert sich das Europäische Flakonglasmuseum als öffentliche Institution auf internationaler Ebene.

### Tropenhaus
Am 13. Juni 2014 wurde das Tropenhaus Klein Eden in Kleintettau eröffnet. Es wird mit der Prozesswärme des benachbarten Glaswerkes Heinz-Glas beheizt. Insbesondere soll der wirtschaftlich rentable Anbau tropischer Früchte unter Glas in Mitteleuropa untersucht werden.

## Wirtschaft und Infrastruktur

### Verkehr
Die Staatsstraße 2201/L 1052 führt nach Spechtsbrunn (2,8 km nördlich) bzw. über Alexanderhütte nach Schauberg (7 km südlich). Eine Gemeindeverbindungsstraße, die sich nach der Landesgrenze als Kreisstraße K 31 fortsetzt, verläuft nach Neuenbau (4 km südwestlich). Von dieser zweigt in Richtung Südwesten ein Anliegerweg nach Wildberg ab. Eine weitere Gemeindeverbindungsstraße verbindet mit Kleintettau (1,3 km östlich).
Von 1903 bis 1952 war Tettau über die Bahnstrecke Pressig-Rothenkirchen–Tettau an das deutsche Eisenbahnnetz angeschlossen. Die Strecke wurde 1993 stillgelegt.

### Ansässige Unternehmen
(Auswahl)
- Gerresheimer Glas (ehemals Tettauer Glashüttenwerke)
- Heinz-Glas
- Königlich privilegierte Porzellanfabrik Tettau, die Fabrik in Tettau wurde 2019 geschlossen
- Söllner Spedition

## Persönlichkeiten

### Söhne und Töchter der Gemeinde
- Robert Lindig (1894–1972), Politiker (SPD)
- Christian Müller (1900–1963), Politiker (SPD)
- Peter Knabner (* 1954), Mathematiker